# Safo

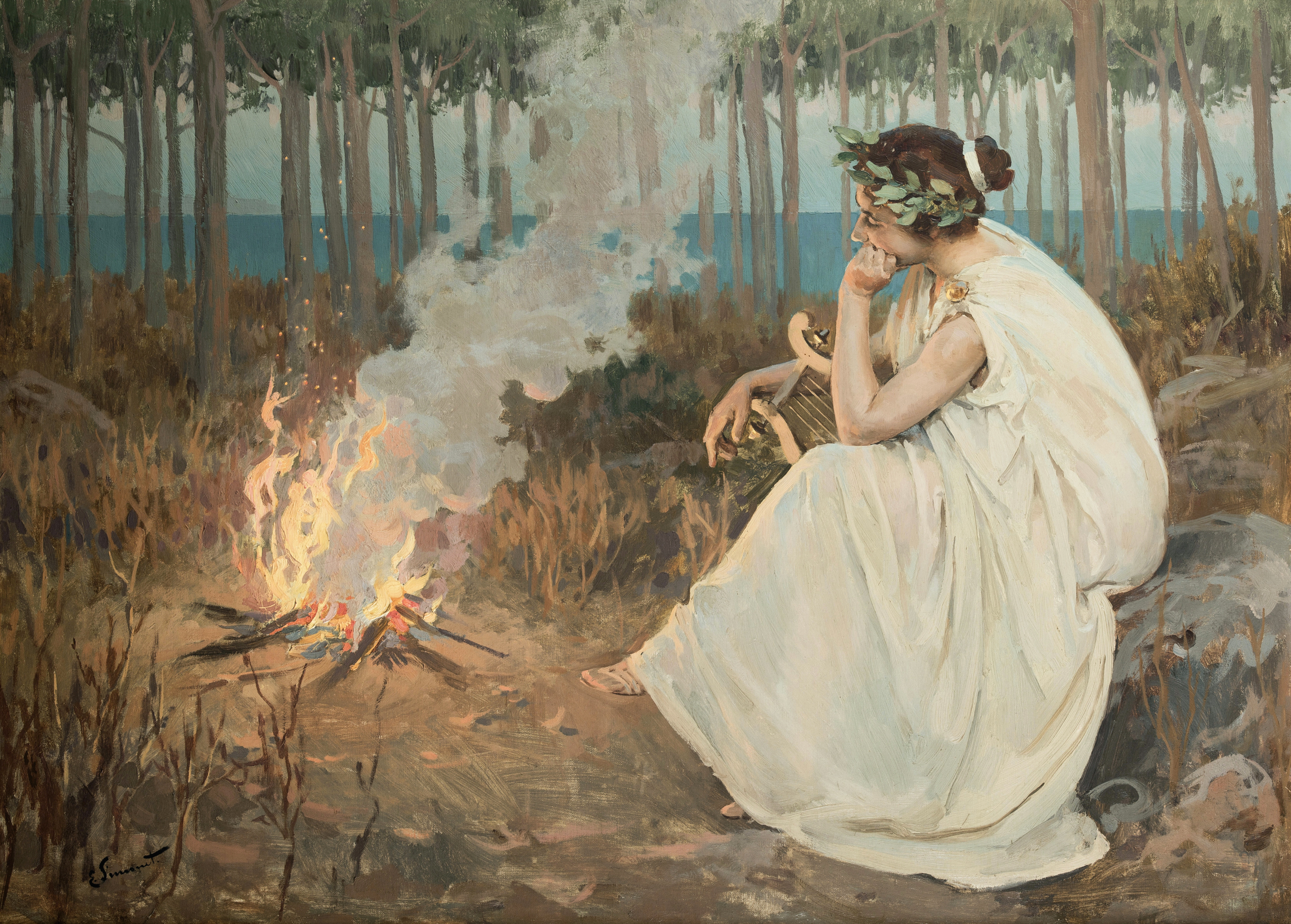
Safo de Lesbos, por Enrique Simonet.

Safo, también conocida como Safo de Lesbos o Safo de Mitilene (en griego ático y griego moderno: Σαπφώ; en eolio, Ψάπφω; en latín, Sapphō Mitilene, Lesbos, ca. 650/610 a. C.-Léucade, 580 a. C.), fue una poeta griega de la época arcaica. Más tarde los comentaristas griegos la incluyeron en la lista de los «nueve poetas líricos». Platón la definió como la décima musa.
Su nombre dio origen al término safismo, palabra que engloba lesbianismo y bisexualidad femenina.

## Biografía y leyenda
Acerca de la vida personal de Safo tan solo hay conjeturas. La mayoría de ellas provienen de interpretaciones de su obra poética, de la cual se cree que nos ha llegado menos del diez por ciento.
Safo nació en la isla de Lesbos. Se considera actualmente que nació en la ciudad de Ereso, pero antiguamente lo más aceptado y difundido era que había nacido en la ciudad de Mitilene. Safo provenía de una familia noble. Su madre se llamaba Cleis. Su padre era un rico y próspero comerciante de vino cuya fortuna y aristocracia provenían del saqueo de Troya y que murió peleando en la guerra entre lesbios y atenienses por la posesión de Siguir. A este se le atribuyeron varios nombres, pero lo más aceptado es que se llamaba Escamandrónimo. Tuvo tres hermanos, Caraxo, Erigüio y Larico. Caraxo se casó con una hetera tracia cuando se dedicaba al comercio en Naucratis y Lárico fue copero en el ayuntamiento de Mitilene.
Su acmé coincidió con el surgimiento de las polis griegas. En Lesbos gobernaba el tirano Mirsilo, después de que Melacro fuera asesinado. Su subida al poder debió causar su destierro, junto con el de otros aristócratas que se habían opuesto a sus políticas. Safo permaneció exiliada en Siracusa (Sicilia) entre los años 605 y 591 a. C.
Aunque el Suda describía que estuvo casada con un hombre llamado «Cérilas», múltiples historiadores han desmentido esta afirmación, atribuyendo la descripción de esta enciclopedia a un fragmento de tono satírico. En ningún poema sáfico se menciona ese matrimonio.
Hay tres interpretaciones de la Casa de las servidoras de las Musas: una sociedad llamada tíaso (θίασος) o asociación religiosa y cultural en honor de Afrodita y otros dioses; un lugar donde se educaba a las jóvenes nobles de Lesbos o un lugar de libertinaje, interpretación hecha desde un punto de vista moral ante la lectura de sus poemas. Allí sus discípulas aprendían a recitar poesía, cantar, confeccionar coronas y colgantes de flores... A partir de sus poemas se interpreta que Safo se enamoraba de sus discípulas y mantenía relaciones con algunas de ellas. Todo esto la ha convertido en un símbolo del amor entre mujeres.
Hay una leyenda, surgida a partir de algún pasaje de su propia obra, en donde se narra la historia de Faón, un hombre bello del que se enamoró la misma diosa Afrodita. Según esa leyenda, Safo, inducida por la diosa, se suicidó lanzándose al mar desde la roca de Léucade cuando su amor por Faón no se vio correspondido. Esta roca de la isla de Léucade era, al parecer, desde donde se lanzaban con frecuencia los enamorados para suicidarse. Otra versión afirma que Safo lo escribió como metáfora de una decepción amorosa, ya que en uno de sus fragmentos se describe como alguien que ya ha llegado a la vejez, y es «incapaz de amar». El tema fue popularizado por el poeta latino Ovidio. Así convirtió a Safo en una de sus Heroínas, como autora de una carta de amor dirigida a Faón. De todas las heroínas de Ovidio, Safo es la única mujer cuya existencia se ha comprobado. Esta imagen de Safo atormentada por un amor no correspondido fue representada a menudo por los grandes pintores europeos del siglo XIX, que reflejan una visión romántica de Safo con el cabello suelto y apoyada en la roca.

## Obra

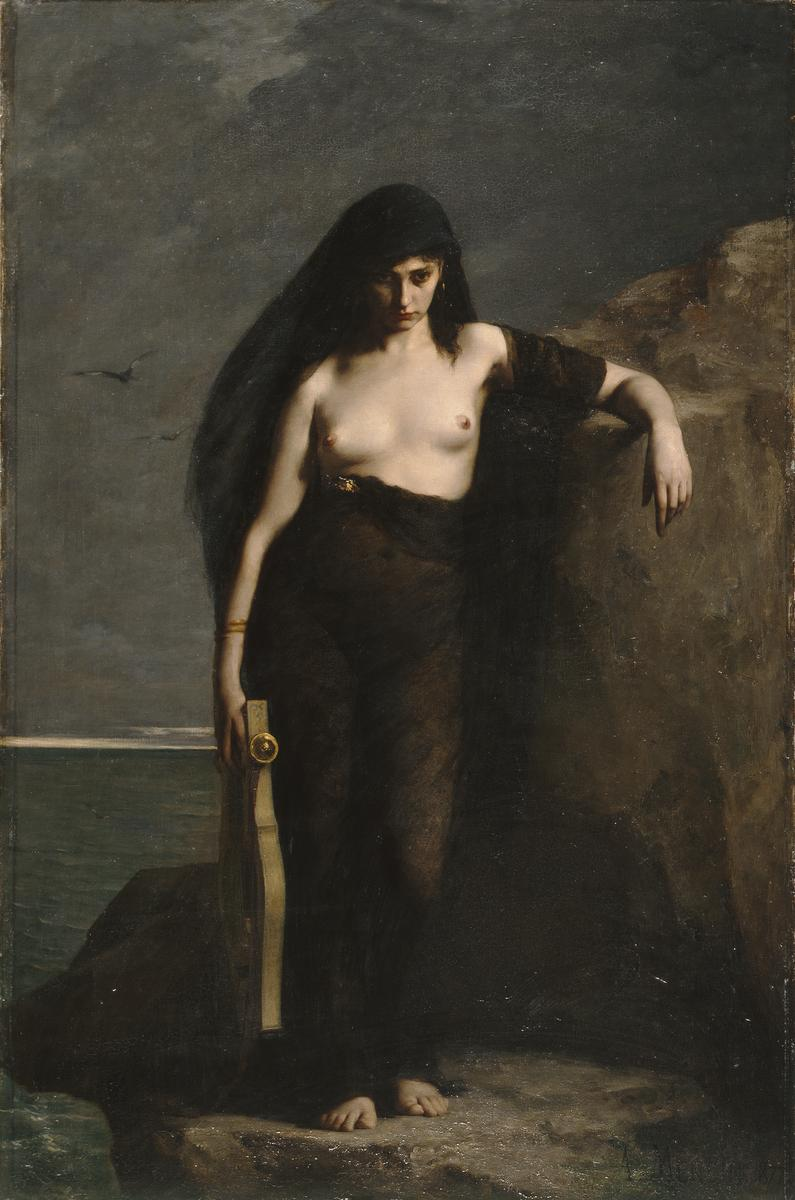
Sappho, por Charles Mengin (1877).

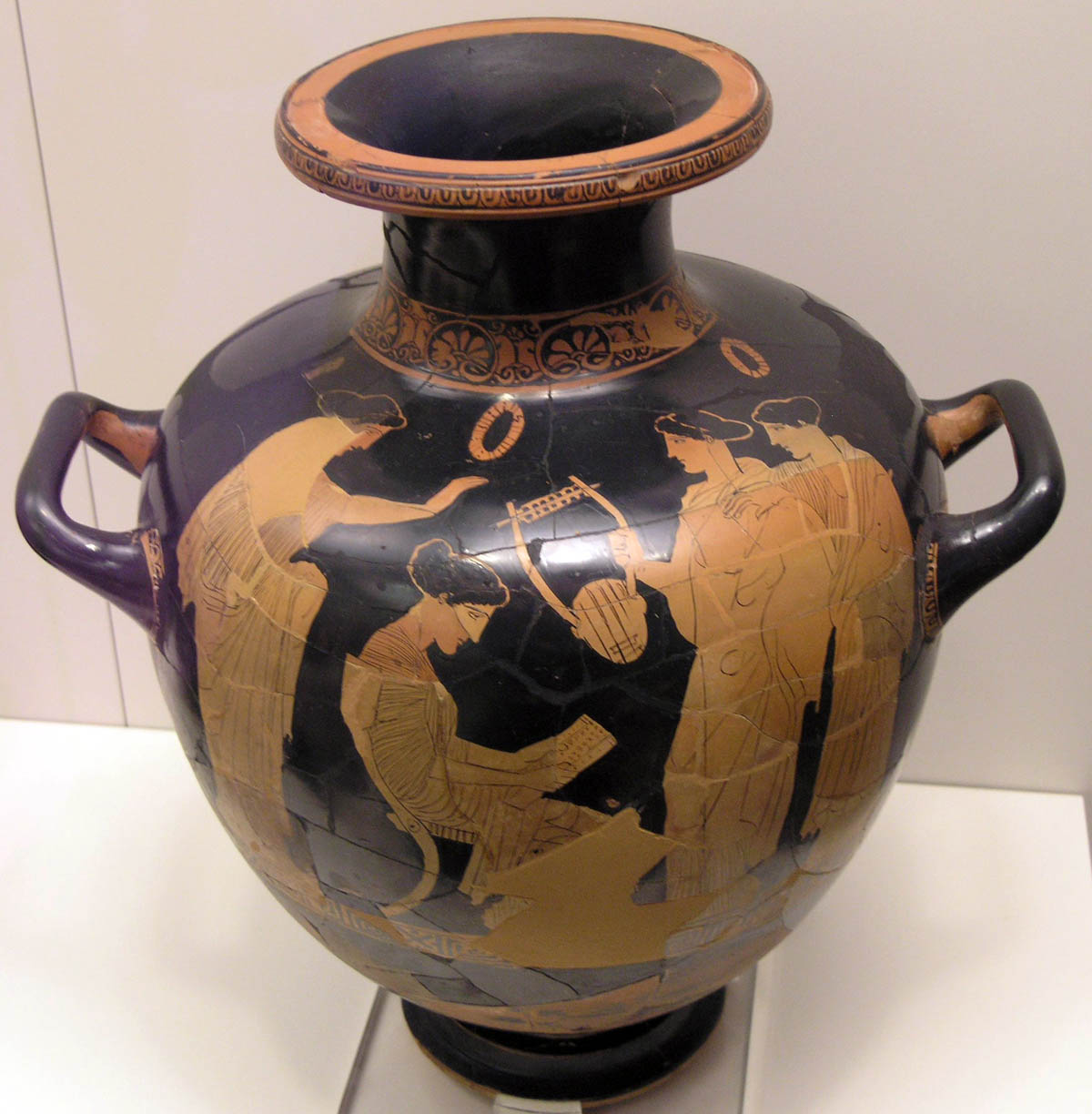
Hidria del 440-430 a. C. de Safo leyendo un poema a sus amigas, en el Museo Arqueológico Nacional de Atenas.

No existen muchos datos biográficos sobre ella y solo se conocen algunos poemas y fragmentos extraídos de citas tardías (tradición indirecta) y de papiros. De hecho, prácticamente todo lo que se sabe de su vida se dedujo de sus poemas. El contenido amoroso de sus poemas propició toda clase de habladurías y especulaciones sobre su vida. 
Safo y su compatriota Alceo son considerados los poetas más sobresalientes de la poesía lírica griega arcaica,de la que Terpandro y Arión son precedentes. Son, además, los únicos representantes de la producción literaria lesbia.
Su obra estaba compilada en la biblioteca de Alejandría en nueve libros, que eran copiados, traducidos y usados para la enseñanza hasta que el papa Gregorio VII en 1073 ordenó quemar todos los manuscritos por considerarlos inmorales.
Escribió en dialecto eolio y creó, o al menos popularizó, la estrofa llamada sáfica. Se han conservado también ejemplos de lírica popular en algunos epitalamios, cantos nupciales —adaptaciones de canciones populares propias de los amigos del novio y de la novia que se improvisaban en las bodas—. Estas canciones se diferenciaban del resto de sus poemas, más intimistas y cultos, para los cuales creó un ritmo propio y un metro nuevo, la estrofa sáfica. Su tema principal eran sus sentimientos y el amor, propiciado por la diosa Afrodita. La sensibilidad y delicadeza son las protagonistas de sus poemas; sentimientos encontrados con su círculo de mujeres, como los celos, el amor, la decepción, la alegría y la rivalidad, son plasmados en su total extensión. El mundo sáfico es un mundo femenino.
El trabajo de la décima musa es el producto de la derivación de la lírica tradicional, popular o preliteraria griega de los siglos VII y VI a. C. que se convertiría en la lírica literaria. Esta distinción se debe a las diferencias del carácter oral y tradicional de la primera y el carácter escrito de la segunda que surgió, a propósito, a la par con la difusión de la escritura en el siglo VII a. C. Por otra parte, las características y temas a tratar que adopta la lírica literaria de la tradicional son esencialmente las mismas solo que esta vez se hallan más concentradas en los motivos de un yo individual. El éxito, en gran parte, de la poesía de Safo radica en la adopción del amor como tema personal. Por lo tanto las situaciones creadas serían temporalmente cercanas a sí misma y a la audiencia. De ahí que fue necesario crear una forma de expresión adecuada para expresar sus sentimientos más íntimos, de manera que sus composiciones podían distinguirse por una fuerte presencia del yo que canta y ese yo autorreferencial que está frecuentemente situado en el tiempo y en el espacio.
Safo habla en sus poemas de la pasión amorosa que se apodera del ser humano y se manifiesta en diversas formas, como los celos, el deseo o una intangible nostalgia. Ejemplo de esto se encuentra en el Himno en honor a Afrodita, el único poema que nos ha llegado completo de toda su obra. Podría considerarse como una oración, una súplica dirigida a la diosa del amor para conseguir su ayuda y lograr así el amor de su enamorada. Parece que no es la primera vez que Safo invocaba a la diosa para esto mismo; en el poema Afrodita habla directamente a Safo y le pregunta por los motivos por los que la llama de nuevo. La descripción de la diosa bajando del cielo en su carro rodeada de alegres gorriones, sonriendo responde a una de las imágenes más evocadoras de la diosa.
En 2004 fueron hallados nuevos fragmentos de Safo, en un papiro que envolvia una momia, que amplían y mejoran sustancialmente uno de los que ya se existían de ella. En este nuevo fragmento ampliado, Safo se lamenta del paso del tiempo y plasma de forma magistral los efectos de la vejez en su cuerpo y carácter utilizando el mito de Titono, el enamorado de Eos, la Aurora, la diosa de dedos rosados, quien pidió a los dioses que convirtieran a Titono en inmortal, pero olvidando pedir para él la eterna juventud. Como consecuencia de ello, Titono es el eterno viejo, no se muere nunca, pero siempre se va haciendo más viejo. Se trata de un símil con el que Safo se identifica, puesto que en su calidad de educadora se ve como Titono frente a sus alumnas siempre de la misma edad, siempre inmortales de alguna forma.
Casi todos sus poemas nos han llegado lamentablemente de forma fragmentaria por vía indirecta, es decir, gracias al testimonio de otros autores que los mencionan. Uno de entre ellos es aquel en el que describe lo que podrían considerarse «síntomas de la enfermedad del enamoramiento», aplicable a todo enamorado, del que contamos con una maravillosa versión del poeta latino Catulo, y el fragmento en el que dice que no hay en el mundo nada más maravilloso que el ser a quien uno ama.

### Himno en honor a Afrodita

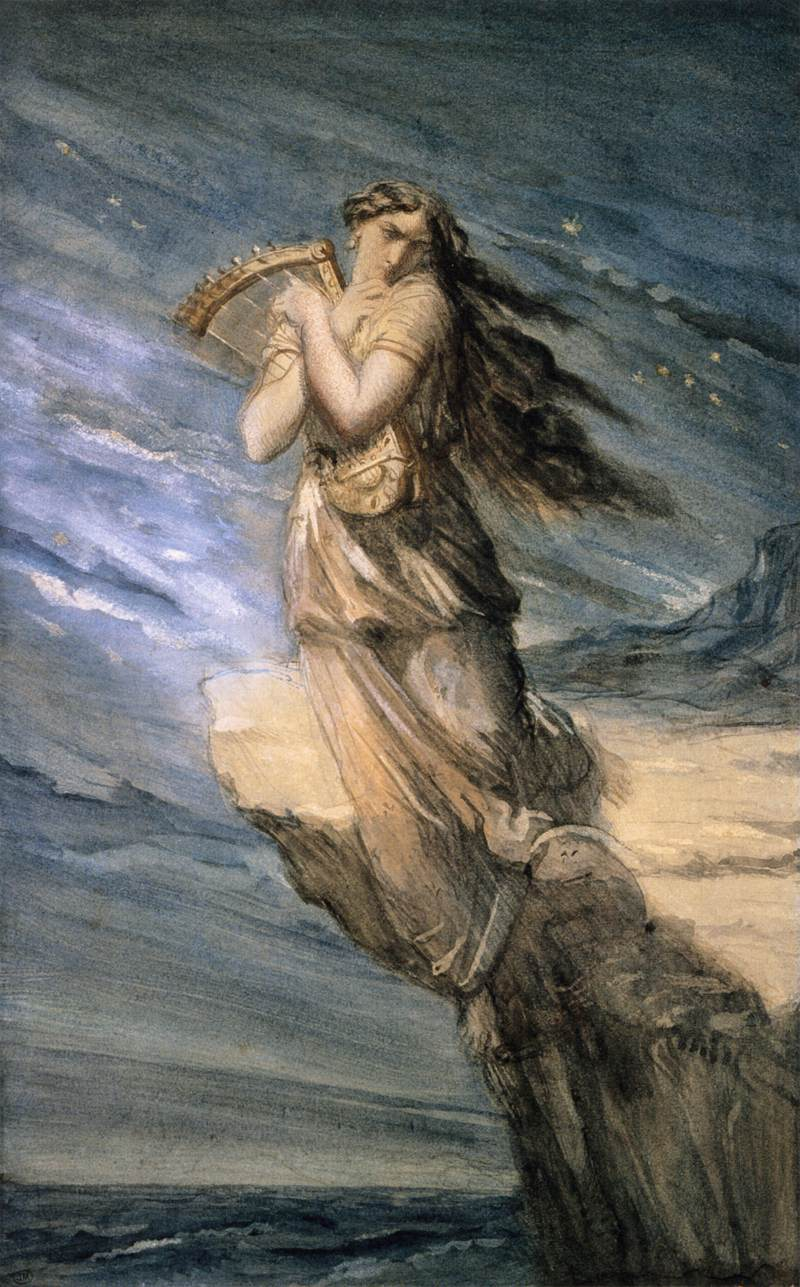
Safo saltando al mar desde el promontorio leucadio, por Théodore Chassériau, ca. 1840.

En De compositione Verborum XXIII-173, Dionisio de Halicarnaso afirmó que era la mejor exponente de la poesía lírica griega. Gracias a él conservamos el Himno a Afrodita. A esta oda solo le falta un pequeño fragmento al comienzo del tercer verso de la quinta estrofa.
Desde un punto de vista formal, la obra está compuesta de siete estrofas sáficas. La estrofa sáfica, denominada así en honor a Safo, se compone de cuatro versos; los primeros tres son endecasílabos sáficos, mientras que el último es un pentasílabo que recibe el nombre técnico de adónico. La métrica grecolatina es diferente a la métrica española, por lo que no es posible traducir estos versos de una forma adecuada. En griego había vocales cortas y largas y los versos tenían cierta cantidad de sílabas largas y breves. Si leyéramos la oda a Afrodita en griego, notaríamos como todos los versos empiezan con una sílaba larga seguida de una sílaba breve.
El contenido de la oda es sencillo; básicamente consiste en un ruego que la escritora le hace a la diosa Afrodita con el fin de que atraiga hacia ella un amor renegado.
El poema inicia con una invocación. Safo llama a la diosa Afrodita y le ruega que acuda en su ayuda. Luego viene una larga digresión en la que la autora rememora una ocasión anterior en que la diosa la ayudó. En aquel momento Afrodita, llevada por un carruaje de oro tirado por gorriones, descendió y atendió el ruego prometiéndole que la renegada «pronto» estaría completamente enamorada de ella. El poema cierra con una estrofa en la que se reitera la solicitud de ayuda en la «guerra del amor», concepto antiguo que aún hoy conservamos y supone que el establecimiento de una relación amorosa es similar a una batalla.

¡Oh, tú en cien tronos Afrodita reina,

Hija de Zeus, inmortal, dolosa:

No me acongojes con pesar y sexo,

ruégote, Cipria!

Antes acude como en otros días,

mi voz oyendo y mi encendido ruego;

por mi dejaste la del padre Zeus

alta morada.

El áureo carro que veloces llevan

lindos gorriones, sacudiendo el ala,

al negro suelo, desde el éter puro

raudo bajaba.

Y tú ¡oh, dichosa! en tu inmortal semblante

te sonreías: ¿Para qué me llamas?

¿cuál es tu anhelo? ¿qué padeces hora?

—me preguntabas—

¿Arde de nuevo el corazón inquieto?

¿A quién pretendes enredar en suave

lazo de amores? ¿Quién tu red evita,

mísera Safo?

Que si te huye, tornará a tus brazos,

y más propicio ofreceráte dones,

y cuando esquives el ardiente beso,

querrá besarte.

Ven, pues, ¡oh diosa! y mis anhelos cumple,

liberta el alma de su dura pena;

cual protectora, en la batalla lidia

siempre a mi lado.
Ποικιλόθρον᾽ ὰθάνατ᾽ ᾽Αφρόδιτη,

παῖ Δίος, δολόπλοκε, λίσσομαί σε

μή μ᾽ ἄσαισι μήτ᾽ ὀνίαισι δάμνα,

πότνια, θῦμον.

ἀλλά τυίδ᾽ ἔλθ᾽, αἴποτα κἀτέρωτα

τᾶς ἔμας αὔδως αἴοισα πήλγι

ἔκλυες πάτρος δὲ δόμον λίποισα

χρύσιον ἦλθες

ἄρμ᾽ ὐποζεύξαια, κάλοι δέ σ᾽ ἆγον

ὤκεες στροῦθοι περὶ γᾶς μελαίνας

πύκνα δινεῦντες πτέῤ ἀπ᾽ ὠράνω αἴθε

ρος διὰ μέσσω.

αῖψα δ᾽ ἐξίκοντο, σὺ δ᾽, ὦ μάκαιρα

μειδιάσαισ᾽ ἀθανάτῳ προσώπῳ,

ἤρἐ ὄττι δηὖτε πέπονθα κὤττι

δηὖτε κάλημι

κὤττι μοι μάλιστα θέλω γένεσθαι

μαινόλᾳ θύμῳ, τίνα δηὖτε πείθω

μαῖς ἄγην ἐς σὰν φιλότατα τίς τ, ὦ

Ψάπφ᾽, ἀδίκηει;

καὶ γάρ αἰ φεύγει, ταχέως διώξει,

αἰ δὲ δῶρα μὴ δέκετ ἀλλά δώσει,

αἰ δὲ μὴ φίλει ταχέως φιλήσει,

κωὐκ ἐθέλοισα.

ἔλθε μοι καὶ νῦν, χαλεπᾶν δὲ λῦσον

ἐκ μερίμναν ὄσσα δέ μοι τέλεσσαι

θῦμος ἰμμέρρει τέλεσον, σὐ δ᾽ αὔτα

σύμμαχος ἔσσο.

## Trascendencia

### En la antigüedad

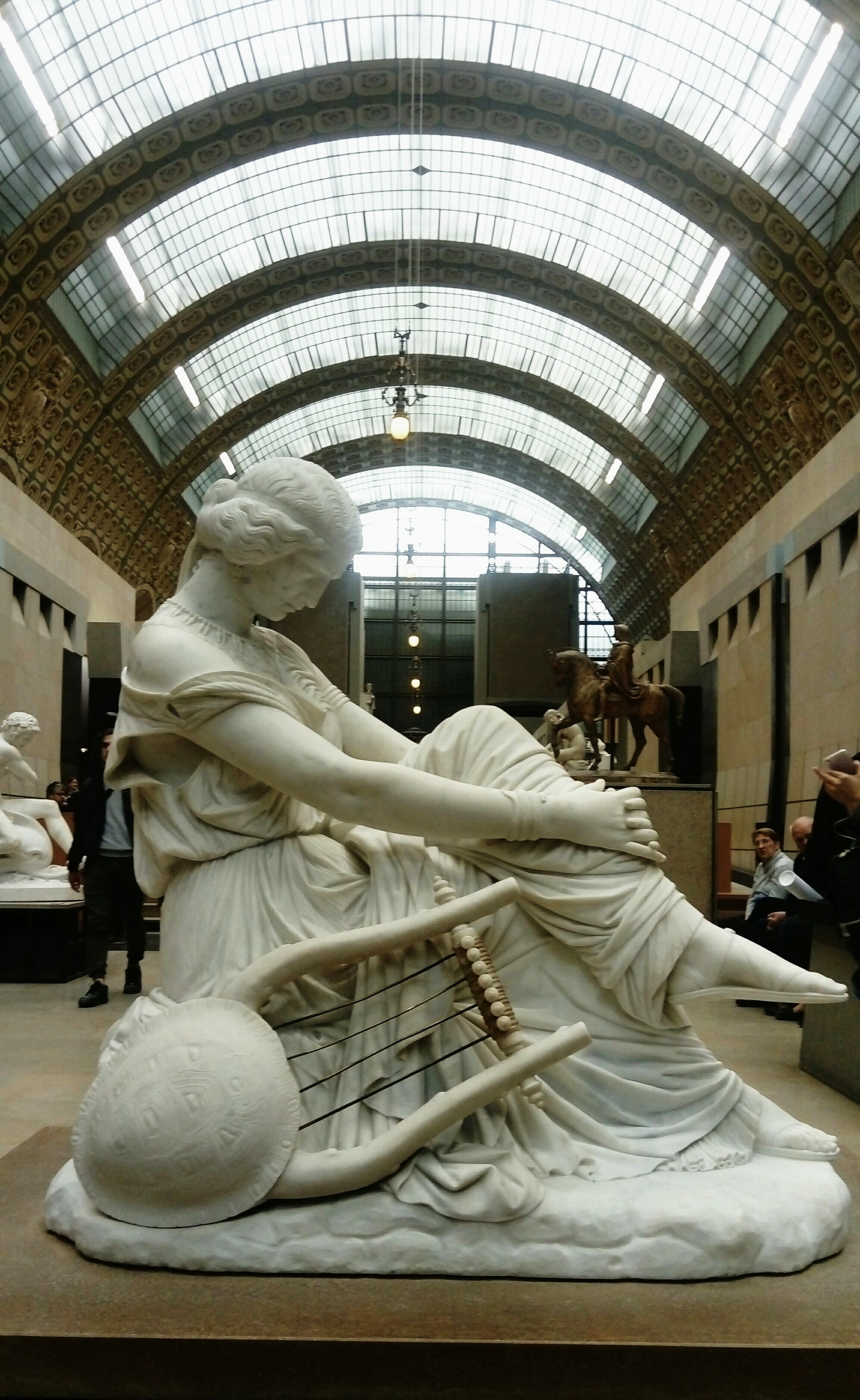
Safo de James Pradier expuesta en el Museo de Orsay.

Sus poemas se recitaban y conocían en la Atenas del s. V a. C. Platón la llamó la décima musa. Dionisio de Halicarnaso la denominará el mejor exponente de la lírica. Más tarde, en Roma, los poetas latinos alaban sus poemas. Su poesía sirvió de fuente de inspiración a poetas como los latinos Catulo y Horacio. A partir de la época alejandrina se intentó conservar su obra y descubrir nuevas partes. Catulo dirige sus poemas a su amada Lesbia, en clara alusión, y utilizará la estrofa sáfica en su poesía. El discurso de Cicerón contra Verres, acusado de robar un busto de Safo, muestra también su popularidad. 
A partir de finales del siglo XVI el endecasílabo sáfico comenzó a utilizarse como estrofa independiente; así es usado por Luis de Góngora en la Fábula de Polifemo y Galatea.

### En el Romanticismo

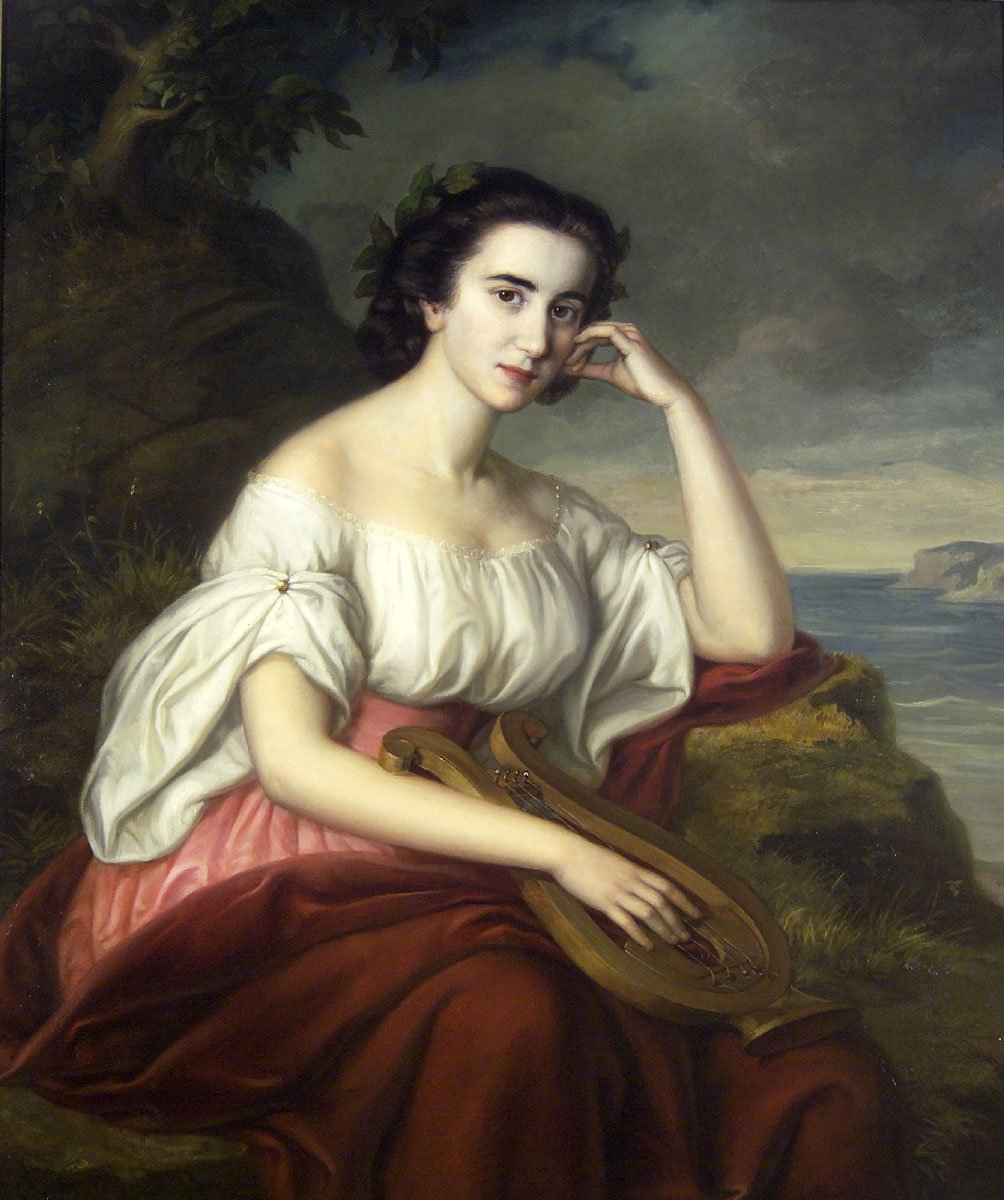
Safo, por Soma Orlai Petrich (c. 1860)

En 1840 se estrenó en el Teatro del Circo de Madrid la ópera Saffo de Giovanni Pacini, que dio lugar a una semblanza de la poeta por el Semanario Pintoresco Español, que contribuyó a popularizar su figura.  La imagen de una heroína romántica que se suicidaba por amor fue ampliamente difundida en el Romanticismo.  Las escritoras románticas se escudaron en ella para validar la autoría femenina; Gertrudis Gómez de Avellaneda, que le dedica una estampa literaria en su serie Galería de mujeres ilustres, Carolina Coronado en sus Cantos de Safo, en los que quería recuperar su memoria y Rogelia León en un poema en que el yo lírico es Safo lamentándose de la predilección que los hombres muestran hacia las mujeres bellas y sin talento. La dramaturga María Rosa Gálvez escribió una tragedia, Safo: drama trágico en un acto, en que recreaba los últimos momentos de la poeta antes de su suicidio.

### En elsigloXX
Con las aportaciones de los papiros hallados a finales del siglo XIX y siglo XX, Safo vuelve a ser leída. Así Hilda Doolittle y Ezra Pound  la utilizaron como modelo de concisión propia del imaginismo. Doolittle escribió en fragmentos a la manera sáfica. En Italia sirvió como modelo para los poetas herméticos, que buscaban la esencialidad en la poesía. La edición canónica de los poetas lesbios fue publicada en 1955 por Edgar Lobel y Denys Page: Poetarum lesbiorum fragmenta. Esta edición y traducción conformó una visión diferente de la poeta. Perdió su leyenda para convertirse en una autora real.
Safo forma parte de la instalación de la artista feminista Judy Chicago, The Dinner Party. Esta es una historia simbólica de la mujer en la civilización occidental que representa a 1.038 mujeres de la historia -39 de ellas están representadas por cubiertos y otras 999 en los nombres que están inscritos en The Heritage Floor sobre el que descansa la mesa. Su cubierto incorpora motivos del arte y la arquitectura griegos, que reflejan su influencia cultural. También hay referencias a ella como la "flor de las gracias", nombre que los escritores contemporáneos le atribuían.

## Bibliografía

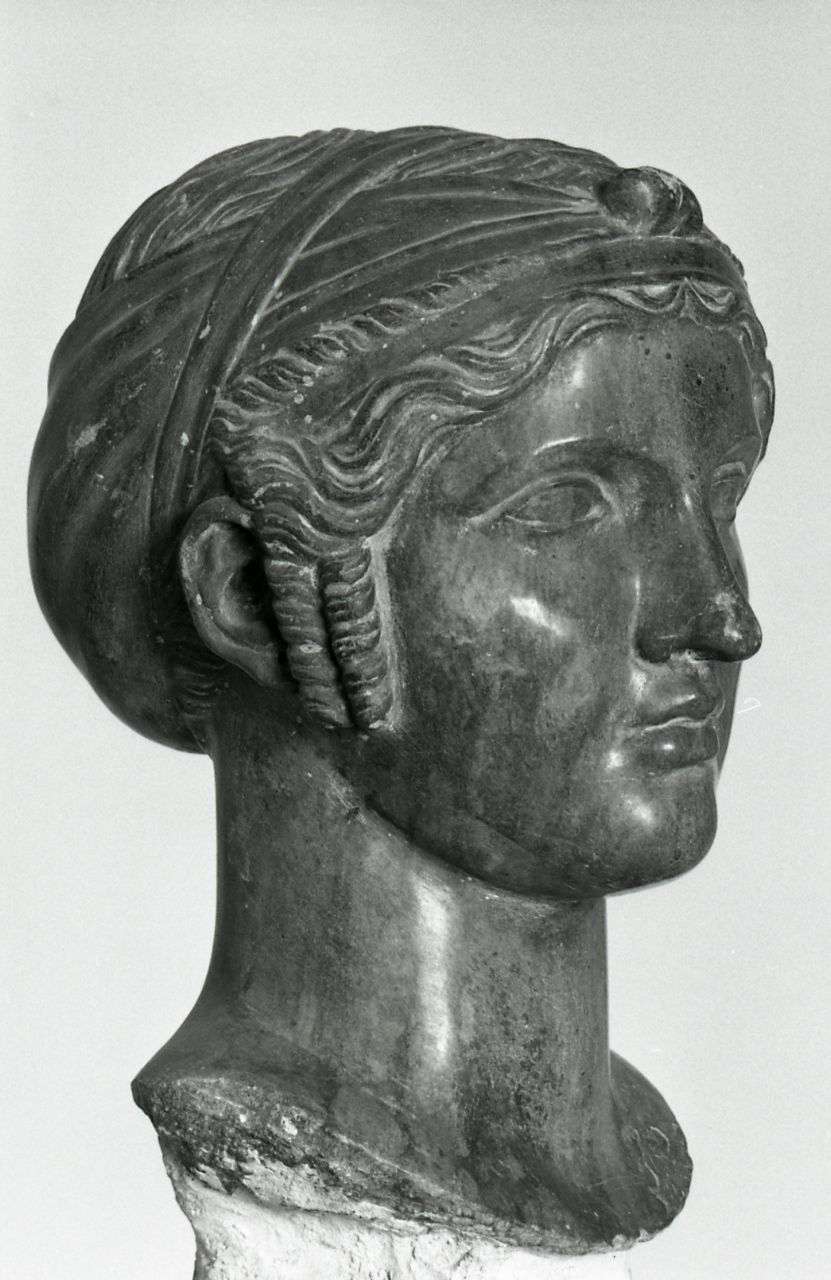
Retrato de Safo, Palazzo Massimo alle Terme, Roma. Foto por Paolo Monti, 1969

### Traducciones antiguas
- «Odas de Safo, traducción en verso castellano por D. Ignacio de Luzán». Se hallan en el t. IV, de Parnaso Español de López de Sedano. Ibarra. Madrid. 1768.
- Obras de Safo, Erina, Alcman, Alceo, Íbico, Simónides, Baquílides, Arquíloco, Pratino y Melanípides; traducción del griego en verso castellano por José y Bernabé Canga Arguelles. Sancha. Madrid. 1797.
- Anacreonte, Safo y Tirteo, traducción del griego en prosa y verso castellano, por D. José del Castillo y Ayensa. Imprenta Real. Madrid. 1852.

### Traducciones modernas

#### Ediciones de textos de Safo
- Safo. Antología. Introducción, selección y versión de Manuel Rabanal Álvarez. Aguilar, Madrid, 1968.
- Safo. Poemas. Edición bilingüe. Introducción, traducción y notas de Carlos Montemayor. Trillas, México, 1986.
- Safo. Poemas y fragmentos. Juan Manuel Rodríguez Tobal. Ed. Hiperión, Madrid, 1990.
- Safo. Poesía lírica de la antigua Lesbos. Edición bilingüe. Introducción, selección, traducción, notas y comentarios de Pablo Ingberg. Santiago de Chile, RIL, 1997. ISBN 956-7159-90-4
- Safo. Antología. Edición bilingüe. Introducción, selección, traducción, notas y comentarios de Pablo Ingberg. Buenos Aires, Losada, 2003. ISBN 978-950-03-7813-0.
- Safo. Poemas y testimonios. Aurora Luque. Ed. El Acantilado, Madrid, 2004.
- Safo. Poesías. Traducción, presentación y notas de Juan Manuel Macías. DVD Ediciones. Barcelona, 2007.
- Safo. Poemas y fragmentos (edición bilingüe), introducción, traducción y notas de Mauricio López Noriega, México, Universidad Autónoma de Nuevo León-Textofilia Editores, 2012.
- Safo. Poesías. Edición bilingüe con prólogo, traducción y notas de Juan Manuel Macías. La Oficina de Arte y Ediciones, Madrid, 2017. ISBN 978-84-944401-8-2
- Safo. Poemas y fragmentos -Nueva edición bilingüe revisada y ampliada- Juan Manuel Rodríguez Tobal (Madrid, Hiperión, 2022)

#### En antologías junto con otros autores
- Bucólicos y líricos griegos. Safo: Agustín Esclasans. El Ateneo, Buenos Aires, 1954.
- Bucólicos y líricos griegos. Rafael Ramírez Torres. Jus, México, 1970.
- Antología de la lírica griega. Rubén Bonifaz Nuño. UNAM, México, 1988.
- Antología temática de la poesía lírica griega. Traducción y edición de José Luis Navarro González y José María Rodríguez. Ed. Akal Clásica, Madrid, 1991. ISBN 978-84-7600-555-2
- Poetisas griegas. A. Bernabé y H. Rodríguez Somolinos. Ediciones Clásicas, Madrid, 1994. ISBN 978-84-7882-121-1
- Líricos griegos arcaicos. Joan Ferraté. Ed. El Acantilado, Barcelona, 2000. ISBN 978-84-95359-22-3
- Los dados de Eros. Antología de poesía erótica griega. Aurora Luque. Ed. Hiperión, Madrid, 2001. ISBN 978-84-7517-636-9
- Antología de la lírica griega arcaica. Emilio Suárez de la Torre. Ed. Cátedra, Madrid, 2002. ISBN 978-84-376-2026-8
- Yambógrafos griegos. E. Suárez de la Torre. Textos clásicos de Gredos, Madrid, 2002. ISBN 978-84-249-2318-1
- Lírica griega arcaica. Fco. Rodríguez Adrados. Textos clásicos de Gredos, Madrid, 2002. ISBN 978-84-249-3546-7
- El ala y la cigarra: Fragmentos de la poesía arcaica griega no épica. Juan Manuel Rodríguez Tobal. Ed. Hiperión, Madrid, 2005. ISBN 978-84-7517-832-5
- Antología de poesía erótica griega. José Luis Calvo Martínez. Cátedra, Madrid, 2009.
- Antología de la poesía lírica griega. Carlos García Gual. Alianza Editorial, Madrid, 2013. ISBN 978-84-206-7692-0

Varios
- Tenenbaum, Tamara (8 de marzo de 2018). «20 escritoras que tenemos que seguir leyendo». Infobae.com.